# Patch
A patch (magyarul néha folt) az informatikában javítócsomagot jelöl. A szó eredete szerint angol, eredeti jelentése: sebtapasz, folt. 
A szoftverfejlesztők patch-ek segítségével orvosolják az eredeti programban annak kiadása után felszínre került programhibákat, ún. bugokat. Egymás utáni patch-ek alkalmazására is sor kerülhet, ha az adott program hibáit folyamatosan javítják.
A patch készítése során a szoftverfejlesztők bájtszintű összehasonlítást végeznek az adott fájl két verziója (az eredeti és a javított) között, és az eltérések információit tartalmazza a patch futtatható állománya. Ez a módszer lehetőséget ad nagy méretű fájlok sokkal kisebb méretű programmal történő javítására.
Ettől eltérő értelmezésű és tartalmú a javítócsomag, ami többnyire teljes egészében tartalmazza a fájlok új verzióját, nem csak az eltéréseket, mint a patch esetén. A javítócsomag mérete ennek megfelelően megegyezik az eredeti fájlok méretével (ha az új verzió bővítést is tartalmaz, annál nagyobb is lehet).
Mindkét esetben szükséges feltétel, hogy a patch, illetve a javítócsomag csak a megadott verziójú fájlhoz alkalmazható. A javított verzió számozását feltüntetik a program nevében, például javítóprogram120, és a csomaghoz tartozó leírás tartalmazza, hogy milyen korábbi verziójú csomagra rakható fel (például: ez az 1.2 verzió az 1.0 és 1.1 verziókra rakható fel).